# Lukov (ort i Tjeckien, Vysočina)
Lukov är en ort i Tjeckien.   Den ligger i regionen Vysočina, i den sydöstra delen av landet, 150 km sydost om huvudstaden Prag. Lukov ligger 449 meter över havet och antalet invånare är 375.
Terrängen runt Lukov är platt. Runt Lukov är det ganska tätbefolkat, med 83 invånare per kvadratkilometer. Närmaste större samhälle är Třebíč, 16,2 km norr om Lukov. Trakten runt Lukov består till största delen av jordbruksmark.